# 1868 na arte

## Nascimentos
| Data            | Nome                    | Profissão                    | Nacionalidade                              | Observações | Ref |
| --------------- | ----------------------- | ---------------------------- | ------------------------------------------ | ----------- | --- |
| 26 de fevereiro | Jorge Colaço            | pintor                       | Reino Unido de Portugal, Brasil e Algarves | m. 1942     |     |
| 15 de junho     | Ezequiel Pereira        | pintor                       | Reino Unido de Portugal, Brasil e Algarves | m. 1943     |     |
| ??              | Augusto Luis de Freitas | pintor                       | Brasil                                     | m. 1962     |     |
| ??              | Júlio Ramos             | pintor, professor e escritor | Reino Unido de Portugal, Brasil e Algarves | m. 1945     |     |

## Mortes
| Data | Nome           | Profissão | Nacionalidade | Observações | Ref |
| ---- | -------------- | --------- | ------------- | ----------- | --- |
| ??   | Abraham Cooper | pintor    | Reino Unido   | n. 1787     |     |